# Berghmans

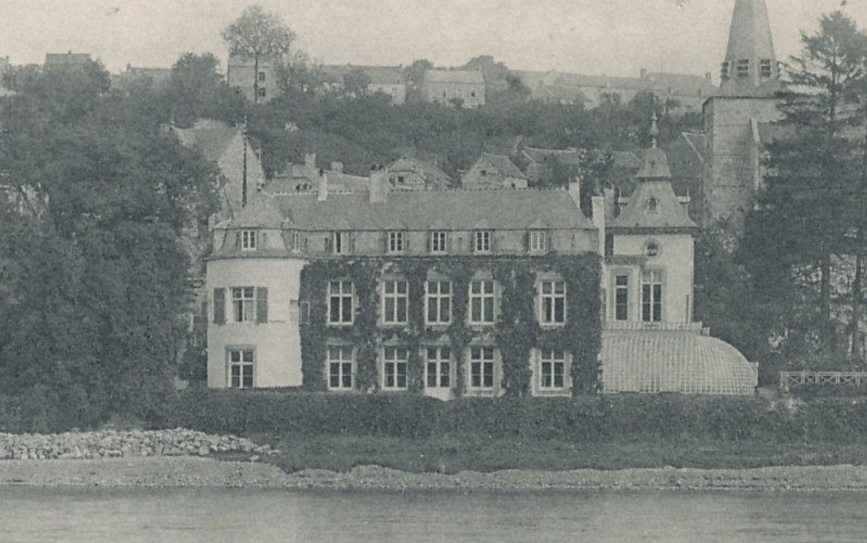
Kasteel van Namêche

Berghmans is een sinds 2005 tot de Belgische adel behorend geslacht.

## Geschiedenis
In 1947 trouwde Jean Berghmans (1918-1999) met Elisabeth Lhoist (1921-2020), telg uit het geslacht Lhoist dat oprichter is van de internationale kalkgroep Lhoist. Sindsdien zijn ook leden van dit geslacht opgenomen in het bestuur van de genoemde onderneming. Op 22 april 2005 werd Jean-Pierre Berghmans (1949), zoon van genoemd echtpaar en gedelegeerd bestuurder en voorzitter van de raad van bestuur van Lhoist, verheven in de Belgische erfelijke adel met de persoonlijke titel van baron. Op 22 mei 2005 en 31 augustus 2005 werden nog twee broers van hem opgenomen in de erfelijke adel. Op 22 mei 2005 verkreeg zijn moeder de persoonlijke titel van barones, met vergunning die titel te dragen voor de naam van haar overleden echtgenote.
De familie is ook bekend vanwege hun mecenaat, onder meer voor de Koninklijke Musea voor Schone Kunsten van België.

### Wapen
In goud een open boek, de band van azuur, de bladen van zilver, gemanteld van azuur, met drie eikenbladeren van goud, geplaatst 1 en 2. Het schild getopt met een helm van zilver, gekroond, getralied, gesierd en omboord van goud, gevoerd en gehecht van keel. Dekkleden van azuur, gevoerd van goud. Helmteken: drie eikels van goud, gestengeld en gebladerd van azuur. Wapenspreuk: Incipere et perseverare in letters van goud op een lint van azuur. Jean-Pierre Berghmans verkreeg bovendien de rangkroon van baron.

## Enkele telgen
- Jean Berghmans (1918-1999), trouwde in 1947 met Elisabeth barones Lhoist (1921-2020), bestuurder van Lhoist.
  - Jean-Pierre baron Berghmans (1949), gedelegeerd bestuurder en voorzitter van Lhoist, lid van het directiecomité van het Verbond van Belgische Ondernemingen en lid van de Trilaterale Commissie, trouwde in 1972 met Catherine gravin d'Aspremont Lynden (1951), dochter van burgemeester, senator en minister Harold Charles graaf d'Aspremont Lynden (1914-1967). Ze hebben drie dochters.
  - Jhr. Vincent Berghmans (1951), vice-gedelegeerd bestuurder van Lhoist.
  - Jhr. Jacques Berghmans (1953), werkte voor Merrill Lynch en Bank Degroof, medeoprichter en beheerder van vermogensbeheerder TreeTop Asset Management, onafhankelijk bestuurder van de Banque Transatlantique Belgium.

### Adellijke allianties
- D'Aspremont Lynden (1972), Budes de Guébriant (1973, Franse adel), Waucquez (1984), Della Faille d'Huysse (2003), De Thomaz de Bossiere (2004), De Marchant et d'Ansembourg (2007), De Giey (2007), Van der Straten Waillet (2010), Del Marmol (2011), De Montpellier d'Annevoie (2011), Della Faille de Leverghem (2013), Cardon de Lichtbuer (2014)

### Bezittingen
- Kasteel van Hoyoux, Kasteel van Namèche, Kasteel van Ramezée